# Csapatkapitány (labdarúgás)

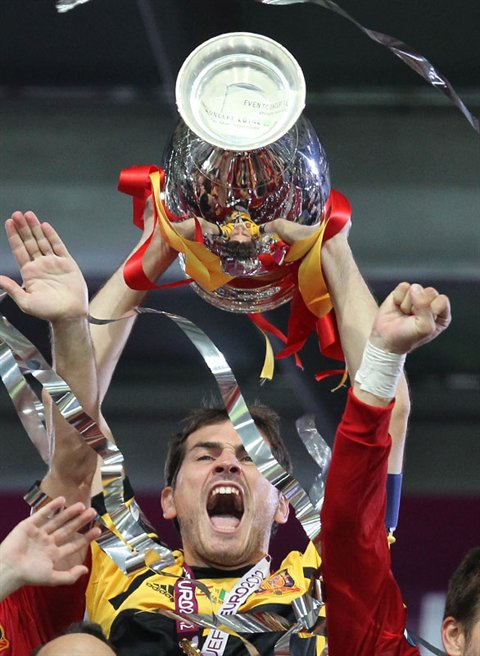
Iker Casillas, a 2012-es Európa-bajnokságon győztes spanyol válogatott csapatkapitánya a serleggel

A csapatkapitány egy hagyományos tisztség a labdarúgásban, amelyet  a játéktéren lévő csapatban a csapat egyik tagja viselhet. 
A játékosok között arról ismerhető fel, hogy bal karján kiválasztott színű, megkülönböztető karszalagot visel. 
A csapatkapitányi tisztség elsősorban erkölcsi megbecsüléssel, egyben viszont magasabb erkölcsi követelményekkel is jár.
A sportág szabályai a csapatkapitányt csak kivételesen említik, tehát tévhit, hogy a csapatkapitánynak a csapattársaival szemben megkülönböztetett státusza lenne.

## Kötelező szabályozás
A FIFA versenyszabályai a csapatkapitányról kizárólag  a következő 2 rendelkezést tartalmazzák:
"A csapatkapitánynak a játékszabály szerint nincs különleges előjoga, azonban bizonyos mértékig felelős csapata magatartásáért."
"Ha a mérkőzést az egyik csapat több játékossal fejezi be, mint ellenfele, akkor a csapatnak csökkentenie kell a létszámát, hogy az megfeleljen az ellenfél játékosainak létszámának és a játékvezetőt tájékoztatni kell minden egyes kizárt játékos nevéről és számáról. Ez a csapatkapitány kötelessége."

## A sportág szokásai
A csapatkapitányt az egyesület, klub vezetése és a játékosok együttesen választják meg. A csapatkapitány személyének fontos szerepe van a csapatszellem, az összetartás formálásában, az egyéni érdekek alárendelésében a csapat érdekeinek figyelembevételével, az eredményességre. Az edző, a csapatvezető és a csapatkapitány szoros együttműködésben tevékenykedik a közös cél elérése érdekében. A csapatkapitány személye jellemző a csapatra.
Például, a küzdeni tudás, a sportszerű harciasság, a klubban eltöltött évek, a játéktudás, egyénileg elért eredmények, önfegyelem, irányítási képesség. Gyakran adják annak a játékosnak, akit tehetsége miatt szeretnének megtartani, hogy növelje a csapat gazdasági értékét. Adják a legöregebb játékosnak vagy aki a legtöbb mérkőzésen szerepelt a csapat színeiben. Bal karján kiválasztott színű, megkülönböztető karszalagot visel. 
A funkció még a labdarúgás hőskorában született meg. Az első mérkőzések az angliai oktatási intézmények diákjai között folytak le, a 10 főnyi legénységhez tizenegyediknek egy pedagógus csatlakozott. Ő volt a mai csapatkapitányok őse, aki akkor aktív segítőtársa volt a játékvezetőnek, mivel, mint csapattársainak hivatalból felettese, sikeresebben tudott rájuk hatni és őket fegyelmezni.
A csapatkapitány személyével kapcsolatban a játékszabályok nem határoznak meg semmilyen kötelező érvényű előírást. A Nemzetközi Labdarúgó-szövetség (FIFA), az International Board (IB) rendelkezései, utasításai valami a nemzeti szövetségek versenyszabályzatai határozzák meg a csapatkapitányok jogait és kötelességeit. A csapatkapitány köteles megkülönböztető karszalagot viselni.
A csapatkapitány vezetésével érkezik a játéktérre a csapat. A játékszabály pontjai konkrétan meghatározzák a játékvezető feladatát. A csapatkapitány, mint csapatának felelős képviselője, a játékvezetővel való kapcsolattartás terén tevékenykedhet, elsősorban annak munkáját segítve. A kialakult szokások és hagyományok szerint ez a segítő tevékenység igen sokféle lehet. Kötelességei közé tartozik, hogy a játékvezető határozatainak csapattársai körében érvényt szerezzen. Neki van joga egyedül, hogy kivételes esetekben udvariasan tájékoztatást kérjen a játékvezetőtől. Nincs joga a játékvezető döntésiről, határozatairól, fegyelmezési módszeréről kérdéseivel informálódni. Nem mondhat véleményt, nem tarthat védőbeszédet, csak a játékvezetői döntés mellett segítően közreműködhet.
Amikor a játékvezető a rend és a nyugalom fenntartása érdekében rendkívüli intézkedést tart indokoltnak és azt igényli, akkor a pályaválasztó kapitánynak kell a szükséges lépéseket megtenni /rendezők utasítása, hangosbemondó használata/.
Nemzetközi/nemzeti előírások írják elő, hogy a csapatkapitány a játékvezetővel együttműködve, a térfélválasztás és/vagy a kezdőrúgás jogának eldöntésénél személyesen közreműködik. A sorsolásnál a választás joga a vendégcsapat kapitányát illeti meg. A játékvezetővel közreműködve az ő hatáskörébe tartozik a játékidő meghosszabbításának elején a választás, a mérkőzés győztesét meghatározó eljárások, a győztes csapat kilétét eldöntő büntetőrúgások kezdésének, illetve folytatásának eldöntése. A csapatkapitánynak a mérkőzés alatt csak a saját játékostársainak irányítására van joga, a játékvezető szolgálatával szemben semmilyen joggal nem rendelkezik. Ha saját csapattársát lecserélik, de ő vonakodik elhagyni a játékteret, akkor nem a játékvezető, hanem a csapatkapitány szólítja fel a játéktér elhagyására. Egy meggondolatlan, vigyázatlan cselekmény miatti kiállításnál a játéktér elhagyásában vonakodó játékostársát neki kell felszólítani a játéktér elhagyására. Ha a csapatkapitány megsérül, lecserélik, mindig meg van határozva, hogy ki a helyettese. A játékvezetőnek joga, hogy felszólítsa (kérje), figyelmeztesse csapattársait a sportszerűségre, a játékszabályok betartására, a játékban rész vevők (játékosok, játékvezetők, csapatvezetők, nézők) tiszteletére.

## A világbajnok csapatok kapitányai
- 1930: José Nasazzi (Uruguay)
- 1934: Gianpiero Combi (Olaszország)
- 1938: Giuseppe Meazza (Olaszország)
- 1950: Obdulio Varela (Uruguay)
- 1954: Fritz Walter (NSZK)
- 1958: Hilderaldo Bellini (Brazília)
- 1962: Mauro (Brazília)
- 1966: Bobby Moore (Anglia)
- 1970: Carlos Alberto (Brazília)
- 1974: Franz Beckenbauer (NSZK)
- 1978: Daniel Passarella (Argentína)
- 1982: Dino Zoff (Olaszország)
- 1986: Diego Maradona (Argentína)
- 1990: Lothar Matthäus (NSZK)
- 1994: Dunga (Brazília)
- 1998: Didier Deschamps (Franciaország)
- 2002: Cafu (Brazília)
- 2006: Fabio Cannavaro (Olaszország)
- 2010: Iker Casillas (Spanyolország)
- 2014: Philipp Lahm (Németország)
- 2018: Hugo Lloris (Franciaország)
- 2022: Lionel Messi (Argentína)